# Patrol wojskowy na Zimowych Światowych Wojskowych Igrzyskach Sportowych 2017
Patrol wojskowy na 3. Zimowych Światowych Wojskowych Igrzyskach Sportowych – jedna z zimowych konkurencji sportowych rozgrywanych podczas zimowych igrzysk wojskowych na terenie kompleksu narciarsko-biathlonowego „Łaura” w Soczi w dniu 27 lutego 2017. 
Od igrzysk wojskowych w Soczi patrol wojskowy został włączony jako jedna z konkurencji sportowych biathlonu.

## Terminarz
| Data                | Godzina (UTC+03:00) | Wydarzenie     |
| ------------------- | ------------------- | -------------- |
| 27 lutego 2017(dts) | 13:00               | Finał kobiet   |
| 27 lutego 2017(dts) | 15:30               | Finał mężczyzn |

## Konkurencje
Podczas zawodów zawodnicy i zawodniczki rywalizowali w 2 konkurencjach drużynowych: mężczyźni na dystansie 20 km, a kobiet na 15 km. 
Kobiety
- patrol drużynowy 15 km

Mężczyźni
- patrol drużynowy 20 km

## Medaliści
| Konkurencja                      | Złoto                                                                                | Wynik           | Srebro                                                                             | Wynik           | Brąz                                                                        | Wynik           |
| Konkurencja                      | Drużyna/Zawodnik                                                                     | Wynik           | Drużyna/Zawodnik                                                                   | Wynik           | Drużyna/Zawodnik                                                            | Wynik           |
| Kobiety 15 km wyścig patrolowy   | Francja · Coline Varcin · Estelle Mougel · Enora Latuillière · Coraline Thomas Hugue | 52:34,4 (1+1+1) | Rosja · Galina Nechkasova · Anastasija Zagorujko · Uljana Kajszewa · Lidia Durkina | 47:14,3 (2+1+0) | Chiny · Xue Lan Wang · Yuan Meng Chu · Zhao Han Zhang · Shuang Chen         | 51:51,5 (1+2+3) |
| Mężczyźni 20 km wyścig patrolowy | Rosja · Alexej Kornev · Matwiej Jelisiejew · Siergiej Klaczin · Eduard Łatypow       | 52:13,1 (0+0+0) | Francja · Clement Arnaud · Baptiste Jouty · Antonin Guigonnat · Damien Tarantola   | 52:34,4 (1+1+1) | Austria · Klaus Leitinger · David Komatz · Peter Brunner · Kevin Plessniter | 52:39,8 (1+1+0) |

## Klasyfikacja medalowa

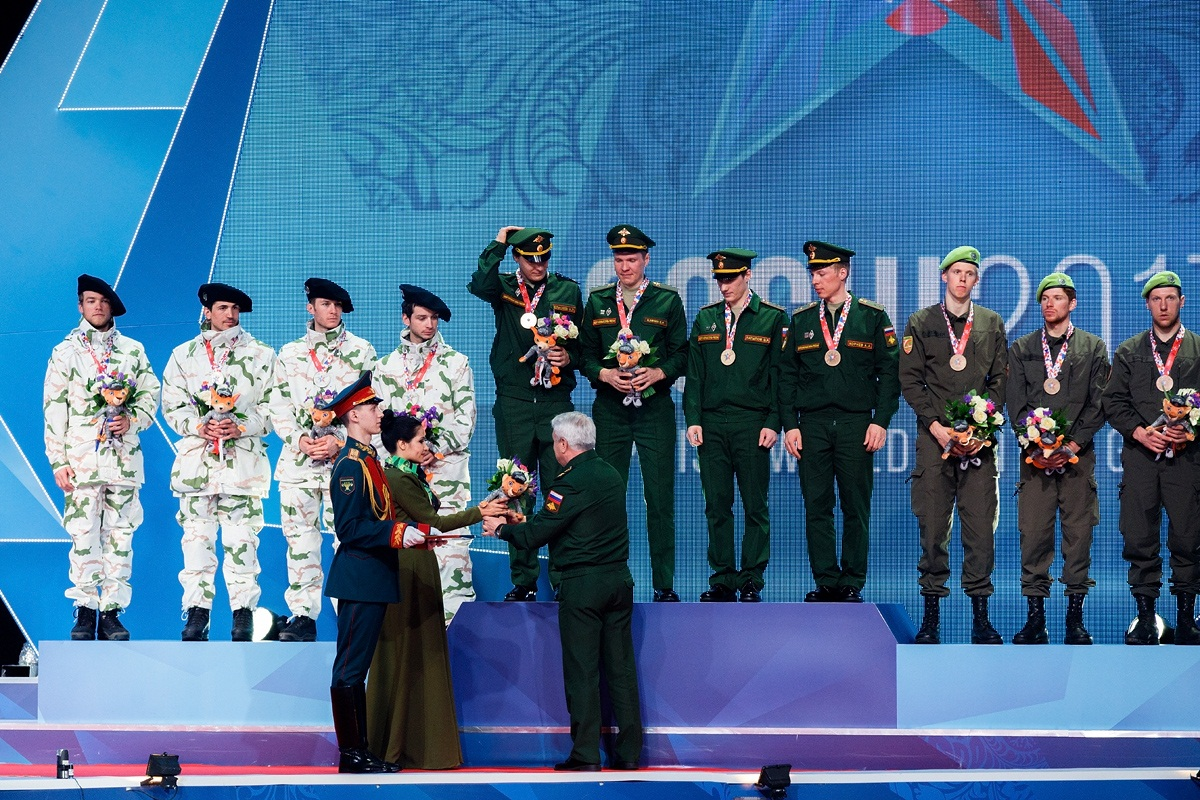
Soczi 2017 Podium wyścigu patrolowego od lewej: Francja (2 m.), Rosja (1 m.) i Austria (3 m.)

* Gospodarz zawodów został zaznaczony tym kolorem.
| Miejsce           | Reprezentacja     | Złoto | Srebro | Brąz | Razem |
| ----------------- | ----------------- | ----- | ------ | ---- | ----- |
| 1                 | Francja           | 1     | 1      | 0    | 2     |
| 1                 | Rosja *           | 1     | 1      | 0    | 2     |
| 3                 | Austria           | 0     | 0      | 1    | 1     |
| 3                 | Chiny             | 0     | 0      | 1    | 1     |
| Ogółem (4 państw) | Ogółem (4 państw) | 2     | 2      | 2    | 6     |